# Остюнино (Вологодский район)
Остюнино — деревня в Вологодском районе Вологодской области.
Входит в состав Старосельского сельского поселения, с точки зрения административно-территориального деления — в Старосельский сельсовет.
Расстояние по автодороге до районного центра Вологды — 45 км, до центра муниципального образования Стризнево — 4 км. Ближайшие населённые пункты — Анчаково, Починок, Кипелово.
По переписи 2002 года население — 16 человек.